# David Young (fidżyjski pływak)
David Young (ur. 23 marca 2005) – fidżyjski pływak specjalizujący się w stylu dowolnym, olimpijczyk z Paryża 2024.

## Udział w zawodach międzynarodowych
| Impreza              | Rok  | Gospodarz | st. dowolny | st. motylkowy |
| Impreza              | Rok  | Gospodarz | 50 m        | 50 m          |
| -------------------- | ---- | --------- | ----------- | ------------- |
| Igrzyska olimpijskie | 2024 | Paryż     | 40          | —             |
| Mistrzostwa świata   | 2023 | Fukuoka   | 50          | DSQ           |

## Życie prywatne
Syn Amerykanina i Fidżijki. Dzieciństwo spędził na Fidżi. W 2019 przeprowadził się do Stanów Zjednoczonych.